# Coffea arenesiana
Coffea arenesiana är en måreväxtart som beskrevs av J.-f.Leroy. Coffea arenesiana ingår i släktet Coffea och familjen måreväxter. Inga underarter finns listade i Catalogue of Life.